# Risovac (Jablanica, BiH)
Risovac je naseljeno mjesto u općini Jablanica, Federacija Bosne i Hercegovine, BiH.

## Stanovništvo

### 1991.
Nacionalni sastav stanovništva 1991. godine, bio je sljedeći:
ukupno: 61
- Hrvati - 60
- ostali, neopredijeljeni i nepoznato - 1

### 2013.
Nacionalni sastav stanovništva 2013. godine, bio je sljedeći:
ukupno: 63
- Hrvati - 63

## Nekropola Risovac
U Risovcu se nalazi nekropola stećaka dimenzija 33×21 m, a dio se nalazi na tumulu promjera oko 16 m. Sastoji se od 41 stećka, a od toga 10 ploča, 20 sanduka, 7 visokih sanduka, 3 sljemenjaka s postoljem i jedan sljemenjak bez postolja. Orijentirani su u smjeru sjeverozapad - jugoistok, zapad - istok i sjever - jug. Ukupno je ukrašeno je 14 spomenika. Nekropola je nacionalnim spomenikom Bosne i Hercegovine proglašena 2005.